# 发展受阻
《发展受阻》（英語：Arrested Development）是Mitchell Hurwitz为Fox创作的一部美国電視情景喜剧。该剧叙述了Bluth一家的故事，由2003年一直播放到2006年，共播出三季。自2003年首播以来，该剧获得6项艾美奖，1项金球奖，2007年，被《时代》杂志评为有史以来最伟大的100部剧集之一。虽然得到评论界好评，该剧的收视率一直不理想，2006年2月10日播出了一个两小时的大结局。最后结局播出以来关于第四季和改编电影的传闻一直存在。在2011年年底，Netflix公司宣布将独家授权其流媒体视频服务上发布新的剧集。十集将在同一天发布，并计划于2013年五月发布。同名电影仍在筹备当中，主要演员将出演自己的角色。